# Lasioglossum ingogoense
Lasioglossum ingogoense is een vliesvleugelig insect uit de familie Halictidae. De wetenschappelijke naam van de soort is voor het eerst geldig gepubliceerd in 1940 door Cockerell.